# The Mandalorian/Episodenliste

Logo zur Serie

Diese Episodenliste enthält alle Episoden der US-amerikanischen Space-Western-Serie The Mandalorian, sortiert nach der US-amerikanischen Erstveröffentlichung. Die Fernsehserie umfasst derzeit drei Staffeln mit 24 Episoden mit je einer Länge von jeweils etwa 31 bis 58 Minuten.

## Übersicht
| Staffel | Episodenanzahl | Erstveröffentlichung USA | Erstveröffentlichung USA | Deutschsprachige Erstveröffentlichung | Deutschsprachige Erstveröffentlichung |
| Staffel | Episodenanzahl | Premiere                 | Finale                   | Premiere                              | Finale                                |
| ------- | -------------- | ------------------------ | ------------------------ | ------------------------------------- | ------------------------------------- |
| 1       | 8              | 12. November 2019        | 27. Dezember 2019        | 12. November 2019                     | 27. Dezember 2019                     |
| 2       | 8              | 30. Oktober 2020         | 18. Dezember 2020        | 30. Oktober 2020                      | 18. Dezember 2020                     |
| 3       | 8              | 1. März 2023             | 19. April 2023           | 1. März 2023                          | 19. April 2023                        |

## Staffel 1
Die Erstveröffentlichung der ersten Staffel fand vom 12. November bis zum 27. Dezember 2019 bei Disney+ per Streaming statt.
| Nr. (ges.) | Nr. (St.) | Deutscher Titel              | Originaltitel              | Erstveröffentlichung USA | Deutschsprachige Erstveröffentlichung (D/A/CH) | Regie               | Drehbuch                                                |
| --- | --------- | ---------------------------- | -------------------------- | ------------------------ | ---------------------------------------------- | ------------------- | ------------------------------------------------------- |
| 1 | 1         | Kapitel 1: Der Mandalorianer | Chapter 1: The Mandalorian | 12. Nov. 2019            | 12. Nov. 2019                                  | Dave Filoni         | Jon Favreau                                             |
| Der mandalorianische Protagonist Din Djarin ist ein Einzelkämpfer, der fünf Jahre nach dem Untergang des Imperiums als Kopfgeldjäger arbeitet. Durch das Aufspüren und in Gewahrsam nehmen von Flüchtigen hat er sich in der Gilde der Kopfgeldjäger einen Namen gemacht. Nach vielen kleineren Aufträgen wird er vom Anführer der Gilde, Greef Karga, an einen wohlhabenden, imperialen Klienten vermittelt, der einen besonders lukrativen Auftrag zu vergeben habe. Bei einem in der Folge anberaumten Treffen, bei dem der Kunde von imperialen Sturmtruppen beschützt wird, die heruntergekommene Rüstungen tragen, erhält er von ihm und dem Wissenschaftler Dr. Penn Pershing den Auftrag, ein 50-jähriges Lebewesen auf dem Planeten Arvala-7 aufzuspüren und – wenn möglich – lebendig zu ergreifen. Der Mandalorianer nimmt den Auftrag an und erreicht kurze Zeit später am Zielort mithilfe eines einheimischen Feuchtfarmers namens Kuiil den Aufenthaltsort der Zielperson. Dort wird sein Plan eines Überraschungsangriffes jedoch durch das plötzliche Eingreifen des Attentäterdroiden IG-11 durchkreuzt, der ebenfalls Teil der Kopfgeldjäger-Gilde ist und den Auftrag erhalten hatte, die Zielperson zu eliminieren. Nachdem sie auf zahlreiche Banditen gestoßen sind, beschließen der Kopfgeldjäger und IG-11, das Kopfgeld zu teilen, und stürmen gemeinsam das Banditenlager. Nachdem sie die Wachen überwunden haben, stellen sie fest, dass es sich die 50-jährige Zielperson um den sich im Kindesalter befindenden Grogu handelt (nur der Zuschauer weiß, dass dieser offenbar der Spezies angehört, zu der auch der bekannte Jedi-Meister Yoda gehörte. Sein Name ist den Charakteren zu diesem Zeitpunkt noch nicht bekannt, weswegen er von allen nur als das Kind bezeichnet wird). Als sein Gilden-Kamerad IG-11 Grogu erschießen will, zerstört der Mandalorianer ihn, um das Leben des Kindes zu schützen. |           |                              |                            |                          |                                                |                     |                                                         |
| 2 | 2         | Kapitel 2: Das Kind          | Chapter 2: The Child       | 15. Nov. 2019            | 15. Nov. 2019                                  | Rick Famuyiwa       | Jon Favreau                                             |
| Bei der Rückkehr zu seinem Raumschiff gerät der Mandalorianer gemeinsam mit Grogu in einen Hinterhalt. Er widersetzt sich erfolgreich gegen die anderen Kopfgeldjäger, wird dabei jedoch am Arm verletzt. Als Grogu die Verletzung anfassen will, blockiert er diesen Versuch. Zurück am Raumschiff entdeckt der Mandalorianer, dass Jawas sein Raumschiff zerlegen und plündern. Der Versuch, die Schrottsammler gewaltsam an der Flucht mit ihrem Sandkriecher zu hindern, scheitert, sodass er mit dem Kind und seinem flugunfähigen Raumschiff auf dem Planeten festsitzt. Er beschließt, erneut die Hilfe von Kuiil zu suchen, der vorschlägt, einen Tausch mit den Jawas zu verhandeln. Diese verlangen, dass der Mandalorianer ihnen – im Austausch für die Rückgabe der gestohlenen Teile – ein Ei beschafft. Nachdem er diesem Vorschlag zugestimmt hat, findet er das Ei in einer Höhle, wo es allerdings von einem riesigen Schlammhorn bewacht wird. Beim Kampf mit dem Biest wird der Mandalorianer schwer getroffen und ist offensichtlich nicht in der Lage, das Tier zu besiegen. Kurz bevor dieses seinen vermeintlich letzten Rammstoß ausführen kann, wird es jedoch von Grogu aufgehalten, das es mithilfe der Macht in der Luft schweben lässt. Der Mandalorianer nutzt die sich ihm bietende Chance und tötet das Biest mit einem Messer. Die Jawas tauschen in der Folge dem Mandalorianer die Bauteile seines Raumschiffes gegen die Delikatesse zurück. Zusammen mit Kuiil kann er das Raumschiff wieder reparieren. Die Angebote, sich das Kopfgeld zu teilen und sich dem Kopfgeldjäger anzuschließen, lehnt Kuiil jedoch ab. Kuiil bedankt sich für die Befriedung des Tals, da alle Banditen getötet wurden. Sie verabschieden sich als Freunde; zusammen mit Grogu, der sich von dem kraftraubenden Einsatz der Macht erholt hat, verlässt der Mandalorianer den Planeten.                                      |           |                              |                            |                          |                                                |                     |                                                         |
| 3 | 3         | Kapitel 3: Der Fehler        | Chapter 3: The Sin         | 22. Nov. 2019            | 22. Nov. 2019                                  | Deborah Chow        | Jon Favreau                                             |
| Der Mandalorianer kehrt mit Grogu zum Auftraggeber zurück und ist durch die Belohnung in der Lage, sich eine bessere Rüstung schmieden zu lassen. Er hadert jedoch mit der Entscheidung, das Kind in die Hände von offensichtlichen Anhängern des gefallenen Imperiums zu übergeben, und beschließt – entgegen dem Kodex der Kopfgeldjäger-Gilde – das Kind zurückzuholen. Dadurch wird er in der Folge selbst zur Zielperson der übrigen Kopfgeldjäger. Nur mithilfe seiner mandalorianischen Kameraden des gemeinsamen Versteckes gelingt ihm mit dem Kind die Flucht vor der Gilde. |           |                              |                            |                          |                                                |                     |                                                         |
| 4 | 4         | Kapitel 4: Die Zuflucht      | Chapter 4: Sanctuary       | 29. Nov. 2019            | 29. Nov. 2019                                  | Bryce Dallas Howard | Jon Favreau                                             |
| Der Mandalorianer und Grogu finden auf einem dünn besiedelten Planeten Zuflucht. Dort wird eine Farmersiedlung regelmäßig von Plünderern überfallen, weshalb die Farmer den Mandalorianer um Hilfe bitten, der im Gegenzug im Dorf sein Lager aufschlagen darf. Gemeinsam mit der Ex-Soldatin Cara Dune stimmt der Mandalorianer zu, die Dorfbewohner zu beschützen. Sie müssen jedoch schon bald feststellen, dass die Plünderer im Besitz eines AT-ST sind, eines großen Kampfläufers mit hoher Feuerkraft. Gemeinsam mit den Dorfbewohnern entwickeln sie einen Plan, die Plünderer und den AT-ST zu besiegen und zu vertreiben, was schließlich auch gelingt. Nachdem Grogu beinahe von einem Kopfgeldjäger der Gilde getötet wird, erkennt der Mandalorianer, dass er und sein kleiner Begleiter im Dorf nicht sicher sind und dort nicht bleiben können, weshalb sie es wieder verlassen. |           |                              |                            |                          |                                                |                     |                                                         |
| 5 | 5         | Kapitel 5: Der Revolverheld  | Chapter 5: The Gunslinger  | 6. Dez. 2019             | 6. Dez. 2019                                   | Dave Filoni         | Dave Filoni                                             |
| Nachdem der Mandalorianer den Angriff eines Kopfgeldjägers abwehren kann, muss er mit seinem beschädigten Raumschiff auf dem Planeten Tatooine landen, um es zu reparieren. Dort wird er von einem weiteren Kopfgeldjäger, Toro Calican, um Hilfe gebeten, der in die Kopfgeldjägergilde aufgenommen werden will und dafür die Attentäterin Fennec Shand ergreifen muss. Der Mandalorianer willigt in Aussicht auf das gesamte Kopfgeld ein, ihm zu helfen, um so die Reparaturen zu bezahlen. Es gelingt ihnen, Shand festzunehmen. Diese versucht Toro Calican davon zu überzeugen, dass der Mandalorianer das viel größere Ziel sei, da er die Gilde auf Nevarro verraten habe und sich Calican mit der Ergreifung von ihm einen Namen in der Gilde machen könne. Calican schießt daraufhin Shand in den Unterleib und beschließt, den Mandalorianer und Grogu an die Gilde auszuliefern. Dem Mandalorianer gelingt es jedoch, Calican zu töten und den Planeten zu verlassen. Später nähert sich in der Wüste eine mysteriöse Person Fennec Shands Körper. |           |                              |                            |                          |                                                |                     |                                                         |
| 6 | 6         | Kapitel 6: Der Gefangene     | Chapter 6: The Prisoner    | 13. Dez. 2019            | 13. Dez. 2019                                  | Rick Famuyiwa       | Christopher Yost & Rick Famuyiwa Idee: Christopher Yost |
| Der Mandalorianer erhält von einem alten Weggefährten ein Jobangebot. Zusammen mit drei Söldnern – Mayfeld, Burg, Xi’an – und einem Droiden namens Zero soll er einen Gefangenen des Gefängnistransporters Bothan-5 der Neuen Republik befreien, der angeblich nur mit Droiden bemannt ist. Nachdem sie dort die Wachdroiden ausgeschaltet haben, stoßen sie in der Schiffszentrale auf einen Soldaten, der mit einem Peilsender die Neue Republik alarmiert. Die Crew befreit Qin, den Bruder von Xi’an. Mayfeld, Burg, Xi’an und Qin hintergehen daraufhin den Mandalorianer und sperren ihn in eine Zelle. Diesem gelingt es jedoch, sich zu befreien und die Mitglieder seiner ehemaligen Crew nach und nach an Bord des Transporters festzusetzen. Auf seinem Raumschiff schaltet der Mandalorianer den Droiden Zero aus und fliegt mit Qin an Bord zurück zum Auftraggeber. Dort liefert er Qin ab, sichert sich das Kopfgeld und sorgt durch das Hinterlassen des Peilsenders an Bord der Raumstation dafür, dass X-Flügler der Neuen Republik diese zerstören, bevor ein entsandtes Kanonenboot des Auftraggebers den Mandalorianer angreifen kann. |           |                              |                            |                          |                                                |                     |                                                         |
| 7 | 7         | Kapitel 7: Die Abrechnung    | Chapter 7: The Reckoning   | 18. Dez. 2019            | 18. Dez. 2019                                  | Deborah Chow        | Jon Favreau                                             |
| Der Mandalorianer erhält eine Nachricht von Greef Karga, der ihm anbietet, für die Sicherheit Grogus und die Beendigung der Jagd der Gilde auf ihn zu sorgen, wenn er einem Treffen zustimmt und den Auftraggeber tötet. Dies würde es dem Mandalorianer erlauben, in Frieden mit Grogu zu leben. Er beschließt, das Angebot anzunehmen, und erbittet erneut die Hilfe von Cara Dune und Kuiil. Letzterer hat den Droiden IG-11 unterdessen repariert und nutzt ihn nun als Verteidigungs- und Servicedroiden. Gemeinsam reisen sie nach Nevarro, um Greef Karga zu treffen. Auf dem Weg zum Auftraggeber werden sie von Mynocks attackiert, wobei Karga verwundet wird. Grogu heilt die Wunden schließlich mithilfe der Macht. Daraufhin erschießt Karga wenig später seine Begleiter und offenbart, dass er ursprünglich eine Falle für den Mandalorianer geplant hatte. Er überredet den Mandalorianer dazu, sich selbst als Gefangener anzubieten, um stattdessen dem Auftraggeber eine Falle zu stellen und diesen zu töten. Währenddessen soll Kuiil die Sicherheit des kleinen Grogus gewährleisten. Beim Treffen mit dem Auftraggeber werden sie überraschend von imperialen Sturmtruppen unter dem Kommando des imperialen Moffs Gideon angegriffen, wobei der Auftraggeber stirbt. Imperialen Soldaten gelingt es zudem, Kuiil zu töten und Grogu an sich zu nehmen. |           |                              |                            |                          |                                                |                     |                                                         |
| 8 | 8         | Kapitel 8: Erlösung          | Chapter 8: Redemption      | 27. Dez. 2019            | 27. Dez. 2019                                  | Taika Waititi       | Jon Favreau                                             |
| IG-11 tötet die Truppler, die Grogu ergriffen haben, und begibt sich auf dem Weg zurück in die Stadt, in der der Mandalorianer, Cara Dune und Greef Karga von imperialen Soldaten unter dem Kommando Moff Gideons umzingelt sind. Nach einem Feuergefecht gelingt es ihnen, durch unterirdische Gänge ins Lager der Mandalorianer zu fliehen. Dort müssen sie jedoch feststellen, dass imperiale Truppen die meisten Mandalorianer getötet haben, nachdem diese zuvor ihr Versteck verlassen und dem Mandalorianer sowie dem Kind geholfen hatten. Von der Waffenmeisterin erhält der Mandalorianer einen Raketenrucksack. Während die Schmiedin bei ihrer Esse bleibt, fliehen die anderen in einem Kahn auf einem Lavafluss aus der Kanalisation. Da der Ausgang von imperialen Truppen umstellt ist, opfert sich IG-11, der gemäß Protokoll seine Selbstzerstörung einleitet und dabei die wartende Sturmtruppe vernichtet. Die Flüchtenden werden jedoch von Moff Gideon in einem TIE-Jäger angegriffen. Dem Mandalorianer gelingt es, sich mittels Raketenrucksack an den TIE-Jäger zu heften und diesen mit einer Sprengladung zum Absturz zu bringen. Greef Karga und Cara Dune beschließen, auf Nevarro zu bleiben, während der Mandalorianer diesen mit Grogu verlässt. Moff Gideon hat den Absturz des TIE-Jägers jedoch überlebt und befreit sich aus dem Wrack mithilfe des mandalorianischen Dunkelschwerts. |           |                              |                            |                          |                                                |                     |                                                         |

## Staffel 2
Die Erstveröffentlichung der zweiten Staffel fand vom 30. Oktober bis zum 18. Dezember 2020 bei Disney+ per Streaming statt.
| Nr. (ges.) | Nr. (St.) | Deutscher Titel             | Originaltitel             | Erstveröffentlichung USA | Deutschsprachige Erstveröffentlichung (D/A/CH) | Regie               | Drehbuch      |
| --- | --------- | --------------------------- | ------------------------- | ------------------------ | ---------------------------------------------- | ------------------- | ------------- |
| 9 | 1         | Kapitel 9: Der Marshal      | Chapter 9: The Marshal    | 30. Okt. 2020            | 30. Okt. 2020                                  | Jon Favreau         | Jon Favreau   |
| Auf einem Wüstenplaneten versucht der Mandalorianer, an Informationen zu gelangen, die den Aufenthaltsort anderer Mandalorianer preisgeben, doch er gerät in einen Hinterhalt, da der Informant Gor Koresh selbst Mandalorianer tötet, um an deren wertvolle Rüstung zu gelangen. Nachdem der Mandalorianer ihn und seine Leibwächter überwältigt, erhält er von diesem den Hinweis, auf dem Planeten Tatooine in der Stadt Mos Pelgo nach einem dort lebenden Mandalorianer zu suchen. Dort leben lediglich ein paar dutzend Einwohner. Der Marshal der Stadt, Cobb Vanth, trägt die stark lädierte Rüstung des bekannten Kopfgeldjägers Boba Fett. Der Mandalorianer verlangt, dass er die Rüstung aushändige, da diese ihm nicht zustünde, weil Cobb Vanth kein Mandalorianer ist. Er habe diese lediglich Jawas abgekauft, die ihn nach einem Angriff auf das Dorf gerettet hätten, erzählt Vanth. Ihr Gespräch wird jedoch vom Angriff eines riesigen Kraytdrachens unterbrochen, woraufhin sie einen Deal aushandeln: Der Mandalorianer erhält die Rüstung des Marshals, wenn dieser ihm hilft, den Drachen zu töten, der das Dorf terrorisiert. Der Mandalorianer handelt mit den einheimischen Tusken-Räubern eine Allianz aus, die die Dorfbewohner zunächst widerwillig annehmen. Gemeinsam gelingt es ihnen, den Drachen aus seiner Höhle zu locken und der Mandalorianer schafft es nach einer riskanten Aktion, den Drachen mit Sprengladungen zu töten. Der Mandalorianer erhält die Rüstung des Marshals und begibt sich zurück auf sein Schiff. Ein mysteriöser Mann beobachtet aus der Ferne den Mandalorianer: Boba Fett. |           |                             |                           |                          |                                                |                     |               |
| 10 | 2         | Kapitel 10: Die Passagierin | Chapter 10: The Passenger | 6. Nov. 2020             | 6. Nov. 2020                                   | Peyton Reed         | Jon Favreau   |
| Der Mandalorianer und Grogu werden in der Wüste von Tatooine von Räubern überfallen und können diesen nur knapp entkommen. In der Mos Eisley Cantina trifft der Mandalorianer auf Dr. Mandible, der ihm eine Spur zu anderen Mandalorianern verspricht. Eine Frau und ihre auszubrütenden Eier entpuppen sich als die Quelle der Information und sie fordert, zu ihrem Mann nach Trask im Kol-Iben-System gebracht zu werden, wo dieser Mandalorianer gesehen haben soll. Während des Fluges konfrontieren den Mandalorianer zwei X-Flügler-Piloten der Neuen Republik, die wegen seines Einbruchs in den Gefängnistransporter Bothan-5 nach ihm fahnden. Auf der Flucht vor seinen Verfolgern muss der Mandalorianer auf Maldo Kreis bruchlanden und stürzt in eine unterirdische Eishöhle, wobei der Rumpf der Razor Crest schwer beschädigt wird. Während der Reparatur des Schiffes hält die Passagierin ihre Eier in einer heißen Quelle warm. Der Mandalorianer will sie zurück zum Schiff bringen, als Grogu eine Eisspinne in einem Ei in der Höhle frisst, worauf weitere Eier zu schlüpfen beginnen. Der Mandalorianer und seine Gefährten werden von verschieden großen Eisspinnen angegriffen und können sich nur schwer gegen diese zur Wehr setzen. Völlig unerwartet tauchen nach einiger Zeit erneut die Piloten der Neuen Republik auf und töten die angreifenden Kreaturen. Da der Mandalorianer zuvor drei gefährliche Verbrecher im Gefängnistransporter einsperren konnte, lassen die Piloten ihn trotz eines Haftbefehls laufen und verlassen den Planeten. Nach einer kurzen Reparatur gelingt es dem Mandalorianer, wenigstens das Cockpit druckstabil abzudichten, um mit seinem Raumschiff die Reise fortzusetzen. |           |                             |                           |                          |                                                |                     |               |
| 11 | 3         | Kapitel 11: Die Thronerbin  | Chapter 11: The Heiress   | 13. Nov. 2020            | 13. Nov. 2020                                  | Bryce Dallas Howard | Jon Favreau   |
| Die Razor Crest havariert im Schwarzmarkthafen des Wassermonds Trask. Die froschartige Frau findet ihren Mann, der sich beim Mandalorianer bedankt und ihn darauf hinweist, dass in einer naheliegenden Hafenschänke weitere Mandalorianer gesehen wurden. Ihre Wege trennen sich und der Mandalorianer bezahlt einen Mon Calamari dafür, die stark beschädigte Razor Crest so gut wie möglich zu reparieren. Während der Überfahrt auf einem Trawler werden Mando und Grogu von der Schiffsbesatzung bestehend aus Quarrens angegriffen, jedoch in letzter Sekunde von Bo-Katan Kryze und zwei weiteren Mandalorianern vor dem Ertrinken gerettet. Bo-Katan erzählt dem Mandalorianer von ihrem Plan, ihre Heimatwelt Mandalore zurückzuerobern und dafür Waffen von einem Raumfrachter des Restimperiums zu stehlen. Trotz der anfänglichen Verwirrung, dass Bo-Katan und ihre Kameraden entgegen dem Kodex ihre Helme vor dem Mandalorianer abnehmen, erklärt Kryze ihm, dass ihm als Teil der Kinder der Watch – einer Sekte der Mandalorianer – beigebracht wurde, dass es der Weg sei, den Helm stets aufzubehalten, während andere Mandalorianer dies nicht tun. Mando hilft beim Diebstahl der Waffen und erfährt, dass Bo-Katan ebenfalls auf der Suche nach dem mandalorianischen Dunkelschwert ist, das sich Moff Gideon bei dem Genozid an den Mandalorianern aneignete. Nach dem erfolgreichen Kapern des Raumfrachters erfährt der Mandalorianer von Bo-Katan, wo sich die einstige Jedi Ahsoka Tano aufhält. Bo-Katan rät ihm, diese aufzusuchen, um Antworten auf seine Fragen und die Herkunft von Grogu zu erhalten. Die Wege von Mando und Bo-Katans Truppe trennen sich und gemeinsam mit Grogu bricht der Mandalorianer – mit der provisorisch reparierten Razor Crest – nach Corvus auf, wo er auf Ahsoka Tano treffen will. |           |                             |                           |                          |                                                |                     |               |
| 12 | 4         | Kapitel 12: Die Vertreibung | Chapter 12: The Siege     | 20. Nov. 2020            | 20. Nov. 2020                                  | Carl Weathers       | Jon Favreau   |
| Der Mandalorianer und sein Begleiter scheitern mit der Instandsetzung der defekten Razor Crest, weshalb Mechaniker auf Nevarro, wo sie sicher sind, das Raumschiff reparieren sollen. Dort treffen die beiden auf Greef Karga und Cara Dune, die zusammen die Exekutive des Planeten ausüben: Cara hat das Amt des Marshals, Greef die Rolle des Magistrats übernommen, unterstützt von einem namenlosen Mythrol. Im Gegenzug für die Reparaturen hilft der Mandalorianer den dreien bei der Zerstörung eines alten, nahezu verlassenen imperialen Außenpostens auf der anderen Seite des Planeten. Grogu verbleibt währenddessen in einer neu gegründeten Schule. Die imperiale Basis ist weit stärker bemannt als erwartet. Das vierköpfige Kommando infiltriert die unterirdische Anlage und deaktiviert das Kühlsystem der Lava, wodurch unkontrollierte Lavaströme beginnen die Basis zu fluten. Auf ihrer Flucht aus der Basis stoßen sie auf ein Labor mit geklonten Körpern und zwei Wissenschaftler, die Daten löschen. Der Mythrol kann eine holografische Aufzeichnung von Dr. Pershing an Moff Gideon starten, aus der hervorgeht, dass er das zuvor entnommene Blut des machtsensitiven Kinds für Transfusionen an Probanden benutzt; bisher erfolglos. Da der Mandalorianer nun weiß, dass Moff Gideon den Absturz überlebt hat und noch immer das Kind benötigt, fliegt er mit seinem Jetpack in die Stadt zurück, um es zu sichern. Karga, Dune und der Mythrol flüchten derweil mit einem entwendeten Sturmtruppen-Transporter, werden jedoch erst von fünf Scouttrupplern auf Speedern und anschließend von vier TIE-Jägern durch eine Schlucht verfolgt. Mit Hilfe des Bordgeschützes und schließlich der reparierten Razor Crest kann der Feuerkampf gewonnen werden. Eine Lava-Eruption zerstört den imperialen Außenposten. Der Mandalorianer fliegt umgehend zum Waldplaneten Corvus, um Ahsoka Tano aufzuspüren. Eine Kommunikationsoffizierin informiert Moff Gideon, dass ein Mechaniker auf Nevarro einen Peilsender an der Razor Crest angebracht hat. |           |                             |                           |                          |                                                |                     |               |
| 13 | 5         | Kapitel 13: Die Jedi        | Chapter 13: The Jedi      | 27. Nov. 2020            | 27. Nov. 2020                                  | Dave Filoni         | Dave Filoni   |
| Vor den Mauern der befestigten Stadt Calodan auf dem Planeten Corvus tötet die ehemalige Jedi Ahsoka Tano sechs Infanteristen und stellt der Magistratin Morgan Elsbeth ein Ultimatum zur Herausgabe einer Information. Die Magistratin offeriert dem später eintreffenden Mandalorianer einen Mordauftrag an der machtsensitiven Ahsoka Tano und bietet einen Speer aus reinem Beskar als Sold. Als der Kopfgeldjäger außerhalb der Stadtmauern nach Ahsoka sucht, greift diese ihn unmittelbar an. Der Mandalorianer kann ihren Angriff parieren und mit Ahsoka ins Gespräch kommen, um seine wahren Motive zu erläutern. Ahsoka testet und interagiert telepathisch mit Grogu und verrät dem Mandalorianer erstmals dessen Namen. Der Mandalorianer vereinbart mit Ahsoka, die Gewaltherrschaft der Magistratin zu beenden, sofern Ahsoka die Machtausbildung von Grogu übernimmt. Zusammen stürmen beide die Stadt, töten deren Wachen sowie zwei Attentäterdroiden im Häuserkampf. Ahsoka besiegt die Magistratin im Duell Lichtschwert gegen Beskar-Speer und erzwingt die Information über den Aufenthaltsort des Großadmirals Thrawn. Der Mandalorianer erschießt den befehlshabenden Söldner in Notwehr. Aufgrund charakterlicher Vorbehalte verweigert Ahsoka die vereinbarte Ausbildung von Grogu und rät, auf dem Planeten Tython mit anderen Jedi Kontakt aufzunehmen, woraufhin der Mandalorianer mit Grogu dorthin aufbricht. |           |                             |                           |                          |                                                |                     |               |
| 14 | 6         | Kapitel 14: Die Tragödie    | Chapter 14: The Tragedy   | 4. Dez. 2020             | 4. Dez. 2020                                   | Robert Rodriguez    | Jon Favreau   |
| Der Mandalorianer landet mit Grogu auf dem Planeten Tython. Er setzt Grogu mittig in ein Monument aus sechs kreisförmig angeordneten Megalithen auf den „Sehenden Stein“, woraufhin das Kind zu meditieren beginnt, abgeschirmt durch ein Kraftfeld. Der Kopfgeldjäger Boba Fett landet mit der Söldnerin Fennec Shand, deren Leben er auf Tatooine gerettet hat, und fordert die mandalorianische Rüstung, die schon seinem Vater Jango Fett gehört hatte, zurück. Zwei Imperiale Atmosphären-Angriffslandungsschiffe landen nacheinander neben der Razor Crest und zwei Züge Sturmtruppler rücken umgehend von der Landezone aus mit schweren Waffen zum Jedi-Monument vor. Boba Fett – der sich aus der Razor Crest seine Rüstung holt – Fennec Shand und der Mandalorianer verteidigen erst Grogu und vernichten zuletzt die flüchtenden Infanteristen. Von seinem im Orbit positionierten Imperialen Leichten Kreuzer aus lässt Moff Gideon die Razor Crest zerstören und Dunkeltruppen landen, die Grogu entführen und zu ihm bringen. Fett und Shand versprechen dem Mandalorianer – als Gegenleistung für die Rückgabe seiner Rüstung – bei Grogus Rettung zu helfen. Zurück auf Nevarro bittet der Mandalorianer den Marshal der Neuen Republik Cara Dune um Hilfe bei der Befreiung des inhaftierten Verbrechers Mayfeld. Der verschleppte Grogu malträtiert zwei Sturmtruppler mittels Telekinese, worauf Moff Gideon ihn betäuben, fesseln und Dr. Pershing informieren lässt, dass der „Spender“ erneut zur Verfügung stehe. |           |                             |                           |                          |                                                |                     |               |
| 15 | 7         | Kapitel 15: Der Getreue     | Chapter 15: The Believer  | 11. Dez. 2020            | 11. Dez. 2020                                  | Rick Famuyiwa       | Rick Famuyiwa |
| Marshal Cara Dune nimmt den inhaftierten Migs Mayfeld aus einem Arbeitslager der Neuen Republik in Gewahrsam, weil er womöglich die Koordinaten von Moff Gideons Raumschiff ermitteln kann. Dazu benötigt Mayfeld jedoch einen Terminal-Zugang, den es zum Beispiel in einer versteckten imperialen Rhydonium-Raffinerie auf dem Waldplaneten Morak gibt. Dort angekommen beschließt der misstrauische Mandalorianer, Mayfeld in die Raffinerie zu begleiten, da Boba Fett, Cara Dune und Fennec den imperialen Sicherheitskräften bekannt sind. Mayfeld und der Mandalorianer kapern einen passierenden imperialen Juggernaut-Radpanzer samt schlagempfindlicher Rhydonium-Ladung und verkleiden sich als dessen Besatzung. Der Mandalorianer verteidigt den fahrenden Transporter mehrfach gegen angreifende Piraten, die das hochexplosive Frachtgut sprengen wollen, und beide können in die Raffinerie einfahren. In dessen Offiziersmesse befindet sich das Terminal mit dem erforderlichen Zugang, doch Mayfeld zögert aufgrund der Anwesenheit seines ehemals kommandierenden Offiziers Valin Hess. Der Mandalorianer loggt sich stattdessen erfolgreich ein, muss für eine Authentifizierung per Gesichtsscan entgegen seinem mandalorianischen Kodex jedoch seinen Helm abnehmen. Der misstrauische Offizier Hess erfragt daraufhin seine imperiale „Designation“, worauf der Mandalorianer keine befriedigende Antwort erwidert und Mayfeld die Gesprächsführung übernehmen muss. Im weiteren Gespräch glorifiziert Hess das Imperium und relativiert seine mörderischen Befehle während Operation Cinder, worauf der einst dort mitkämpfende Kriegsveteran Mayfeld ihn erschießt und ein Feuergefecht verursacht. Mayfeld und der Mandalorianer klettern über die Fassade zum Dach, während Fennec und Dune Deckung geben, und Boba Fett evakuiert die beiden Flüchtenden mit seinem Raumschiff. Mayfeld zerstört mit einem Scharfschützengewehr die Rhydonium-Ladungen samt Raffinerie und Boba Fett zwei aufsteigende TIE-Fighter mit einer seismischen Bombe. Dune lässt Mayfeld als Dank für dessen Hilfe frei und der Mandalorianer schickt Moff Gideon eine holografische Drohbotschaft, dass er Grogu befreien werde. |           |                             |                           |                          |                                                |                     |               |
| 16 | 8         | Kapitel 16: Die Befreiung   | Chapter 16: The Rescue    | 18. Dez. 2020            | 18. Dez. 2020                                  | Peyton Reed         | Jon Favreau   |
| Boba Fett, der Mandalorianer Din Djarin und Cara Dune entführen Dr. Pershing von einem imperialen Shuttle, um von ihm Informationen über den Verbleib Grogus auf dem Leichten Kreuzer Moff Gideons zu erhalten. Din Djarin und Boba Fett einigen sich nach einer kurzen Auseinandersetzung mit Bo-Katan Kryze über die Bedingungen der Befreiung von Grogu: Die Thronerbin fordert das Dunkelschwert und den Kreuzer, denn beides benötigt sie zur Befreiung Mandalores. Dr. Pershing erklärt der Gruppe den Aufbau des Kreuzers und Grogus Aufenthaltsort darin. Durch ein Täuschungsmanöver gelangen alle bis auf Fett an Bord und können nach heftigen Kämpfen Moff Gideon gefangen nehmen und Grogu befreien, müssen sich aber auf der Brücke vor den Dunkeltruppen verbarrikadieren, wo es zu einer Diskussion über das Dunkelschwert kommt. Kurz bevor die Dunkeltruppen die Brücke zurückerobern können, landet ein X-Flügler der Neuen Republik mit einem Jedi an Bord. Dieser zerstört die Dunkeltruppen, gibt sich als Luke Skywalker zu erkennen, nimmt Grogu in seine Obhut und geht von Bord. Die übrigen bleiben auf der Brücke zurück. Auf Tatooine nehmen Boba Fett und Fennec Shand die ehemalige Festung von Jabba dem Hutten, bis dahin in den Händen von Bib Fortuna, in Besitz. |           |                             |                           |                          |                                                |                     |               |

## Staffel 3
Die Erstveröffentlichung der dritten Staffel erfolgte vom 1. März 2023 bis zum 19. April 2023 bei Disney+ per Streaming. Die Folgen wurden wöchentlich veröffentlicht.
| Nr. (ges.) | Nr. (St.) | Deutscher Titel                     | Originaltitel                      | Erstveröffentlichung USA | Deutschsprachige Erstveröffentlichung (D/A/CH) | Regie               | Drehbuch                  |
| --- | --------- | ----------------------------------- | ---------------------------------- | ------------------------ | ---------------------------------------------- | ------------------- | ------------------------- |
| 17 | 1         | Kapitel 17: Der Apostat             | Chapter 17: The Apostate           | 1. März 2023             | 1. März 2023                                   | Rick Famuyiwa       | Jon Favreau               |
| Die Waffenmeisterin und ihre Gruppe von Mandalorianern halten eine Zeremonie ab, um den jungen Ragnar Vizsla in ihren Stamm aufzunehmen. Das Aufnahmeritual wird jäh unterbrochen, als ein Wassermonster die Krieger angreift und die Anwesenden in einen Kampf verwickelt, den diese trotz starker Gegenwehr zu verlieren drohen. In letzter Sekunde trifft der Mandalorianer Din Djarin in seinem neuen Sternenjäger ein, erledigt die feindliche Kreatur und enthüllt, dass Grogu beschlossen hat, bei ihm zu bleiben (siehe: Das Buch von Boba Fett). Die Waffenmeisterin bestätigt, dass der Din Djarin, falls die Minen von Mandalore noch existieren, wieder ein Mandalorianer werden kann, nachdem dieser durch das Abnehmen seines Helmes gegen den Kodex seines Clans verstoßen hatte und von diesem verbannt wurde. Der Mandalorianer fliegt nach Nevarro, um Greef Karga zu treffen, der inzwischen der Hohe Magistrat einer nun lebendigen und florierenden Stadt ohne Einfluss der restlichen Imperialen ist. Bei einem Konflikt mit aufmüpfigen Piraten hilft Djarin dem Magistrat, woraufhin dieser ihm den frei gewordenen Posten des Stadt-Marschalls anbietet, nachdem Cara Dune nun im Dienst der Neuen Republik dient. Djarin lehnt das Angebot aber ab und erklärt Karga seine Absicht, den für sein heroisches Opfer bekannt gewordenen Attentäter-Droiden IG-11 wieder aufbauen zu wollen, um diesen als nützlichen und vertrauenswürdigen Begleiter mit auf seine geplante Reise nach Mandalore zu nehmen. Ihm gelingt es zwar, den Droiden wiederzubeleben, jedoch kehrt IG-11 zu seiner ursprünglichen – auf Gewalt getrimmte – Programmierung zurück und kann nur knapp von Djarin gestoppt werden, ehe er weiteres Unheil anrichtet. Der Mandalorianer bringt die Teile des Droiden zu anzellanischen Mechanikern, die verkünden, dass IG-11 einen neuen Speicherkern benötigt, um erfolgreich repariert werden zu können. Mit dem Ziel, die nötigen Bauteile aufzutreiben, verlässt der Mandalorianer mit Grogu den Planeten, wird jedoch plötzlich von der sich rächenden Piratencrew angegriffen, denen er jedoch in einer wilden Raumschlacht entkommen kann. Auf dem Planeten Kalevala stattet er kurz Bo-Katan Kryze einen Besuch in ihrer mandalorianischen Festung ab, die ihm offenbart, dass sie nach dem Verlust des Dunkelschwertes ihre Pläne zur Rückeroberung von Mandalore aufgegeben hat und von ihrem Clan ohne das Schwert als Herrscherin verstoßen wurde. Von Bo-Katan bekommt der Mandalorianer die Anweisung, sich alleine nach Mandalore zu begeben. |           |                                     |                                    |                          |                                                |                     |                           |
| 18 | 2         | Kapitel 18: Die Minen von Mandalore | Chapter 18: The Mines of Mandalore | 8. März 2023             | 8. März 2023                                   | Rachel Morrison     | Jon Favreau               |
| Auf Tatooine, wo gerade das Boonta-Eve-Podrennen veranstaltet wird, sucht der Mandalorianer die Mechanikerin Peli Motto auf, um bei ihr die benötigten Ersatzteile für IG-11 zu erhalten. Da Peli mit den Teilen jedoch nicht dienen kann, verkauft sie dem Mandalorianer den Astromech-Droiden R5-D4, mit dem er und Grogu schließlich ihre Reise nach Mandalore antreten. Nach der Ankunft dort erfahren sie von ihrem neuen Begleiter – R5-D4, dass die Luft des Planeten nicht wie zunächst angenommen giftig und verseucht, sondern die Oberfläche bedenkenlos betretbar ist. Plötzlich werden sie von den troll-ähnlichen Höhlenbewohnern der Minen angegriffen. Mit Hilfe des Dunkelschwerts kann der Mandalorianer die Angreifer besiegen, wird jedoch kurz darauf erneut von einer Cyborg-Kreatur attackiert und letztlich auch gefangen genommen. Auf Geheiß seines Ziehvaters bricht Grogu mit R5-D4 zurück nach Kalevala auf, um dort Bo-Katan um Hilfe zu bitten. Diese willigt ein und begleitet Grogu zurück nach Mandalore, wo sie den Mandalorianer aus den Fängen der Kreatur befreien kann, wobei sie erstmals seit ihrer Zeit als Herrscherin von Mandalore wieder das Dunkelschwert im Kampf führt. Nach der Befreiung begibt sich der Mandalorianer schließlich endlich zu den unterirdischen Quellen der Mine, um sich dort von seinen Vergehen gegenüber seines Kodex freisprechen zu lassen. Bei diesem Ritual wird er aber durch seine schwere Rüstung jäh in die Tiefe gerissen, woraufhin Bo-Katan Djarin erneut das Leben retten muss. Bei dieser Rettung unter Wasser entdeckt sie einen mandalorianischen Mythosaurus – das für viele Jahre für ausgestorben geglaubte Wappentier der mandalorianischen Kultur. |           |                                     |                                    |                          |                                                |                     |                           |
| 19 | 3         | Kapitel 19: Der Bekehrte            | Chapter 19: The Convert            | 15. März 2023            | 15. März 2023                                  | Lee Isaac Chung     | Noah Kloor & Jon Favreau  |
| Nachdem der Mandalorianer wieder zu sich gekommen ist, Bo-Katan ihm jedoch von ihrer Entdeckung des Mythosaurus nichts erzählt, geraten sie bei ihrer Rückkehr nach Kalevala ins Kreuzfeuer von imperialen Schiffen, wobei Bo-Katans Festung zerbombt wird. Notgedrungen fliehen der Mandalorianer, Grogu und Bo-Katan, nachdem sie einige der Angreifer abschütteln können, auf den Planeten von Djarins Mandalorianer-Stamm. Unterdessen trifft auf Coruscant der ehemals imperiale Wissenschaftler Dr. Penn Pershing, der von der Neuen Republik für seine Vergehen begnadigt und in ein Resozialisierungs-Programm aufgenommen wurde, auf Elia Kane, welche einst als Offizierin unter Moff Gideon diente. Diese schlägt Pershing vor, diesem die Fortsetzung seiner Klonforschung zu ermöglichen, wofür er einst auf der Jagd nach Grogu war, welche unterdes von der Regierung der Neuen Republik verboten wurde. An Bord eines alten imperialen Sternenzerstörers versorgt sich Pershing mit der benötigten neuen Ausrüstung, wird jedoch von Kane, die ihm eine Falle stellte, an die Neue Republik verraten, woraufhin Pershing verhaftet und einem Gedächtnis-löschenden Prozess unterzogen wird. In einem Moment der Unaufmerksamkeit manipuliert Kane dieses Verfahren. In der mandalorianischen Enklave beweist der Mandalorianer inzwischen, dass er sich von seinem Bruch des Kodex reingewaschen hat und Mandalore nicht verseucht ist, woraufhin er wieder in seinen Stamm aufgenommen wird. Auch Bo-Katan bekommt von der Waffenmeisterin das Angebot, dem Stamm von nun an anzugehören, da diese ebenfalls während Djarins Rettung in Kontakt mit der heiligen Quelle kam und ihren Helm seither stets aufbehielt. Zögernd nimmt Bo-Katan den Vorschlag an. |           |                                     |                                    |                          |                                                |                     |                           |
| 20 | 4         | Kapitel 20: Das Findelkind          | Chapter 20: The Foundling          | 22. März 2023            | 22. März 2023                                  | Carl Weathers       | Jon Favreau & Dave Filoni |
| Nachdem Grogu in der mandalorianischen Enklave von den Mandalorianern an deren traditionelle Kampfkunst herangeführt wird, die er mit seinem erlernten Wissen aus dem Jedi-Training mit Luke Skywalker vermischen kann, wird der junge Ragnar Vizsla von einem Drachenwesen entführt und in sein Nest verschleppt. Der Mandalorianer, Bo-Katan, Ragnars Vater Paz und einige weitere Mandalorianer brechen kurz entschlossen zur Rettung des Jungen auf. Grogu verbleibt unterdessen bei der Schmiedin, die ihm einen Brustpanzer aus Beskar anfertigt. Dabei wird er von Erinnerungen an den Tag der Order 66 geplagt, wobei Grogu sich an seine Rettung vor den Klonkriegern des Imperators durch den Jedi Kelleran Beq erinnert. Im Nest des Drachen gelingt es den Mandalorianern Ragnar zu befreien und das Monster zu besiegen. Mit dem Jungen, sowie den drei Küken des Drachenwesens begeben sie sich zurück zur Enklave, wo Bo-Katan anschließend von der Schmiedin eine neue Armpanzerung mit dem Abbild des Mythosaurus bekommt, nachdem sie ihre alte beim Kampf gegen den Drachen verlor. Bo-Katan erzählt der Waffenschmiedin schließlich von ihrer Begegnung mit dem echten Mythosaurus in den Gewässern von Mandalore, welche sie bisher vor dem Mandalorianer geheim hielt. |           |                                     |                                    |                          |                                                |                     |                           |
| 21 | 5         | Kapitel 21: Der Pirat               | Chapter 21: The Pirate             | 29. März 2023            | 29. März 2023                                  | Peter Ramsey        | Jon Favreau               |
| Als Vergeltung für die Vertreibung seiner Mannschaft von Nevarro, fällt der Piratenkönig Gorian Shard in Greef Kargas Stadt ein, woraufhin dieser den Rebellenpiloten Carson Teva als Vertreter der Neuen Republik um Hilfe bittet. Dieser vermutet hinter dem Angriff auf Nevarro einen von vielen weiteren Auftakten zu einem Wiederaufstieg des Imperiums, und rekrutiert, nachdem er keine Unterstützung seiner Vorgesetzten erhält, die Mandalorianer in deren Enklave als Rettungskommando. Der Mandalorianer überredet seine Kameraden, Karga trotz ihrer vorherigen Konfrontationen mit ihm zu Hilfe zu kommen, und Bo-Katan übernimmt das Kommando über die Truppe. Nachdem die Mandalorianer die Piratenmannschaft erfolgreich besiegt haben, Shards Handlanger Vane vom Planeten flieht und der Piratenkönig selbst getötet wird, hält Karga sein Versprechen an Din Djarin und die Mandalorianer ein, und überlässt diesen ein eigenes Gebiet in Nevarro, woraufhin diese es sich nun wieder in ihrer alten Enklave heimisch machen können. Die Waffenmeisterin sieht unterdes in Bo-Katan und deren Begegnung mit dem Mythosaurier ein Omen, dass ihre neue Gefährtin diejenige ist, die alle Mandalorianer wiedervereinen kann, und geheißt ihr, ihren Helm abzunehmen und somit den Weg aller Mandalorianer-Stämme gleichsam zu leben. Inzwischen macht Teva auf seiner Heimreise eine schockierende Entdeckung: Den zerstörten und verlassenen Gefängnistransporter der Republik, der Moff Gideon dem Kriegsgericht überantworten sollte, und das Fragment einer Beskar-Legierung, die darauf hindeutet, dass Gideon bei seiner Flucht offenbar Hilfe von Mandalorianern bekam. |           |                                     |                                    |                          |                                                |                     |                           |
| 22 | 6         | Kapitel 22: Die Söldner             | Chapter 22: Guns For Hire          | 5. Apr. 2023             | 5. Apr. 2023                                   | Bryce Dallas Howard | Jon Favreau               |
| Der Mandalorianer, Bo-Katan und Grogu machen sich auf den Weg zum idyllischen Planeten Plazir-15, wo sich Bo-Katans frühere Armee, jetzt unter der Führung von Axe Woves, als Söldner niedergelassen hat. Bevor sie sich jedoch mit ihnen treffen können, werden sie unfreiwillig von den Herrschern des Planeten, Captain Bombardier und seiner Frau, der Herzogin, abgelenkt, die sie um Hilfe bei der Neutralisierung mehrerer umfunktionierter, aber schlecht funktionierender imperialer und separatistischer Droiden aus den Zeiten der Klonkriege bitten. Nachdem sie einen abtrünnigen Droiden gestoppt haben, folgen Bo-Katan und Din Djarin seiner Spur zum Resistor, einer Droidenbar, und überzeugen den Barkeeper und die droidischen Gäste, ihnen zu helfen. Sie finden heraus, dass die Droiden durch Nanobots in der Wartungsflüssigkeit der Bar sabotiert wurden, die von dem Leiter des planetarischen Sicherheitsbüros, Kommissar Helgait, heimlich eingeführt wurden. Als er damit konfrontiert wird, gibt sich Helgait als Separatist zu erkennen. Bo-Katan gelingt es, ihn zu stoppen und er wird von der Herzogin in die Verbannung verurteilt. Bo-Katan erhält daraufhin eine Audienz bei den mandalorianischen Freibeutern, fordert Woves als Anführer heraus und besiegt ihn schließlich im Zweikampf. Um ihren Aufstieg zu unterstützen, gesteht der Mandalorianer seine Gefangennahme durch den Cyborg in den Minen von Mandalore und seine Rettung durch Bo-Katan, und übergibt ihr rechtmäßig das Dunkelschwert. |           |                                     |                                    |                          |                                                |                     |                           |
| 23 | 7         | Kapitel 23: Die Spione              | Chapter 23: The Spies              | 12. Apr. 2023            | 12. Apr. 2023                                  | Rick Famuyiwa       | Jon Favreau & Dave Filoni |
| In den zwielichtigen Gassen der Unterwelt von Coruscant wird offenbart, dass Elia Kane nach wie vor für Moff Gideon arbeitet, der im Geheimen auf Mandalore einen Stützpunkt errichtet hat, wo er mit Hilfe von Beskar-Ressourcen eine neue Armee von Dunkeltruppen erschaffen konnte, welche ihn auch aus der Gefangenschaft der Neuen Republik befreien konnten. Von Kane erfährt Gideon vom Plan der Mandalorianer, sich ihren Heimatplaneten zurückzuerobern, bevor er die Informationen an den Schattenrat weitergibt, eine Gruppe verbliebener imperialer Kriegsherren, darunter Kommandant Brendol Hux und Captain Gilad Pellaeon. Gideon bittet den Rat um Verstärkung für die anrückenden Mandalorianer und befragt Pellaeon über die Abwesenheit von Großadmiral Thrawn, der vorschlägt, einen neuen Anführer des imperialen Überbleibsels zu wählen. Auf Nevarro vereint Bo-Katan die beiden mandalorianischen Clans und bereitet einen Trupp vor, der die Oberfläche von Mandalore erkunden soll, um sie zurückzuerobern. Vor seiner Abreise übergibt Magistrat Karga dem Mandalorianer den umgebauten IG-11, der nun als IG-12 bekannt ist und in einem Führerhäuschen von Grogu gesteuert und bewegt werden kann. Auf Mandalore trifft die Gruppe auf einen anderen Bo-Katan-treuen Clan, der zugibt, dass sie sich am Ende der Großen Säuberung von Mandalore Moff Gideon und dessen Anhang ergeben hat, um ihr Volk zu retten, dass Gideon sie aber verraten und den Planeten trotzdem bombardiert hat, wobei er letztlich ins Besitz des Dunkelschwerts kam. Obwohl das Schiff des Suchtrupps zerstört wird, finden sie die verlassene Beskar-Schmiede, werden aber von Gideons neuen Dunkeltruppen angegriffen. Sie wehren mehrere ab, bevor sie erkennen, dass sie in Gideons imperialem Stützpunkt in einen Hinterhalt gelockt wurden. Der Mandalorianer wird gefangen genommen und Gideon, der nun ebenfalls in einer mandalorianischen Rüstung gekleidet ist, enthüllt, dass seine neue Armee aus allen Elementen von Klonen, Jedi und Mandalorianern zusammengestellt ist. Er nimmt Din Djarin in Gewahrsam und verlangt, dass die restlichen Mandalorianer getötet werden. Bo-Katan benutzt das Dunkelschwert, um ihren Mitstreitern die Flucht zu ermöglichen, wobei Paz Vizsla zurückbleibt, um Zeit zu gewinnen. Vizsla kämpft gegen die Dunkeltruppen, bevor er schließlich von Gideons Prätorianergarde getötet wird. |           |                                     |                                    |                          |                                                |                     |                           |
| 24 | 8         | Kapitel 24: Die Rückkehr            | Chapter 24: The Return             | 19. Apr. 2023            | 19. Apr. 2023                                  | Rick Famuyiwa       | Jon Favreau               |
| Bo-Katan und ihr Spähtrupp ziehen sich aus dem imperialen Stützpunkt zurück. Nach der Rückkehr zum mandalorianischen Flaggschiff schickt Axe Woves die übrigen Mandalorianer zur Verstärkung der planetaren Truppen, während er das Flaggschiff in den imperialen Stützpunkt steuert. Din Djarin entkommt den Wachen mit Hilfe von Grogu und macht sich auf die Suche nach Moff Gideon. Dabei machen sie Gideons machtempfindsame Klone unschädlich, indem sie deren Tanks öffnen, woraufhin die Klone sterben. Nach einem langen Scharmützel zwischen den Mandalorianern und den mit Beskar ausgestatteten Sturmtruppen in der Basis stellen sich Bo-Katan und Djarin endgültig gegen Gideon. Obwohl die Prätorianergarde besiegt werden kann, zerstört der Moff das Dunkelschwert schließlich. Als dieser auch Grogu ins Visier nimmt, zerstört das gefallene Flaggschiff den Stützpunkt und Gideon kommt in der daraus resultierenden Explosion mutmaßlich um. Grogu schützt derweil Bo-Katan und Djarin mithilfe der Macht vor der Explosion. Nach der Schlacht nehmen die Mandalorianer die Große Schmiede im Herzen von Mandalore wieder in Betrieb. Djarin adoptiert Grogu offiziell, nunmehr kein Findelkind mehr, sondern sein Schüler Din Grogu. Schließlich nimmt er eine ehrliche Auftragsarbeit bei Teva an und zieht sich, wie zuvor von Karga versprochen, auf das Gehöft auf Nevarro zurück. Mit einem wieder hergerichteten IG-11 erhält Nevarro zudem einen neuen Marschall. |           |                                     |                                    |                          |                                                |                     |                           |